# Corey May
Corey May és cofundador i president de Sekretagent Productions, una companyia de producció amb base a Los Angeles, Califòrnia dedicada en el: cinema, videojocs i la indústria d'Internet. Es va graduar a la Universitat Harvard el 1999 i fundà Sekretagent juntament amb Dooma Wendschuh. Juntament amb Wendschuh, Corey ha co-escrit els següents videojocs: Prince of Persia: Warrior Within (2004), Stolen (2005), Battles of Prince of Persia (2005), Prince of Persia: The Two Thrones (2005), Assassin's Creed (2007), Army of Two (2008) and Assassin's Creed II (2009). També ha estat el productor de les pel·lícules The Plague i Yo, Tyrone.